# Mediathek Wallis

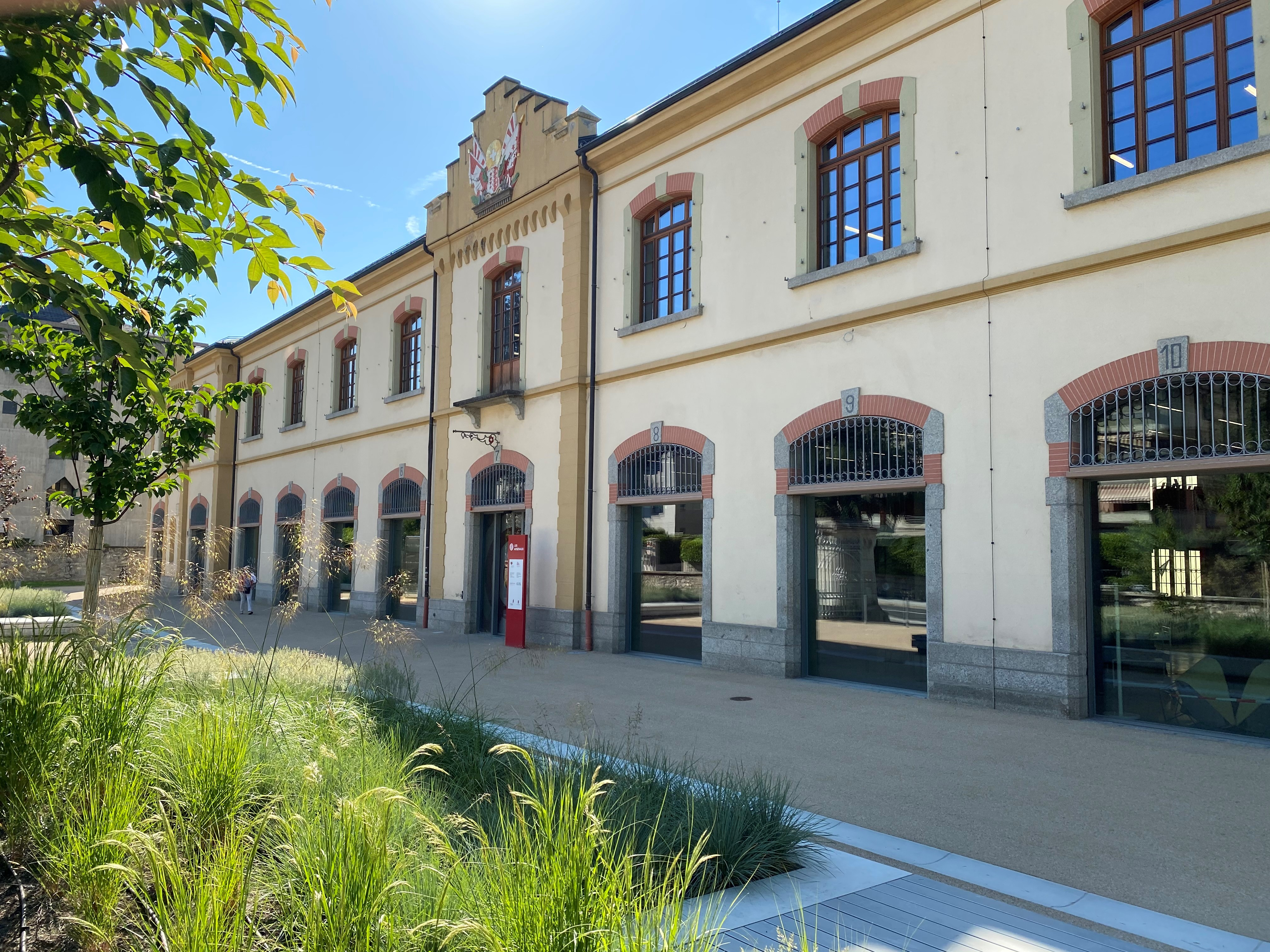
Mediathek Wallis in Sion

Die Mediathek Wallis ist auf vier Standorte innerhalb des Kantons verteilt. Neben dem Hauptsitz in Sion bestehen die beiden regionalen Zweigstellen in Brig-Glis und Saint-Maurice. Die Sammlung der audiovisuellen Medien, die in Beziehung zum Kanton Wallis stehen, ist in Martigny angesiedelt. Durch diese Aufteilung wird insbesondere auch dem sprachlichen Aspekt des zweisprachigen Kantons Rechnung getragen. Die Mediathek hat sich vier Hauptaufträge zum Ziel gesetzt:
1. Sammeln, erschliessen und aufbewahren von Werken, welche in irgendeiner Art und Weise mit dem Wallis zu tun haben (Vallesiana)
2. Sammeln, erschliessen und aufbewahren von Medien
3. Information und Animation für jedermann
4. Koordination und Aufbau des Walliser Bibliotheksnetz

Die Mediathek Wallis veröffentlicht ihren Jahresbericht jeweils im kantonalen Walliser Jahrbuch Vallesia und auf der eigenen Internetseite.

## Geschichte
Die Bibliothek wurde 1853 als Kantonsbibliothek Wallis gegründet. Diesen Namen behielt sie bis zum Jahr 2000 bei. Die beiden regionalen Zweigstellen im Ober- und Unterwallis bestehen seit 1971 in Brig und 1974 in Saint-Maurice. 1987 wurde das Walliser Film- und Fotoarchiv in Martigny eröffnet. Die Mediathek kooperiert mit der Stiftung Schloss Leuk bei der Vergabe des Spycher: Literaturpreis Leuk.

## Bestand
Die Mediathek Wallis bietet den Benutzern sowohl in ihrem Hauptsitz als auch in den Zweigstellen eine breite Palette von Literatur an. Gemäss Auftrag sammelt die Mediathek alle Werke jeglichen Typs, die in irgendeiner Art und Weise mit dem Wallis zu tun haben. Die Musikbibliothek führt u. a. die Archive der Komponisten Pierre Mariétan und Jean-Luc Darbellay.

## Benutzung und Katalog
RERO-Wallis vereint diejenigen Walliser Bibliotheken, welche sich am Westschweizer Bibliotheksverbund (Réseau des bibliothèques de Suisse occidentale = RERO) beteiligen. Ihr gemeinsamer Katalog ist RERO-Wallis.
Seit Januar 2003 werden Zeitschriften-Artikel, welche ebenfalls in Beziehung zum Wallis stehen, im Onlinekatalog verzeichnet.
Datenbanken: VSnet stellt seinen Mitgliedern Datenbanken zur Verfügung. Diese sind online zugänglich. Da die Mediathek Wallis sich an VSnet beteiligt, kann sie von dieser Dienstleistung ebenfalls profitieren.
In allen Zweigstellen der Mediathek Wallis kann von einem bestimmten Arbeitsplatz aus auf die Datenbanken zugegriffen werden.